# Hoplopleura setzeri
Hoplopleura setzeri är en insektsart som beskrevs av Johnson 1960. Hoplopleura setzeri ingår i släktet Hoplopleura och familjen gnagarlöss. Inga underarter finns listade i Catalogue of Life.